# 크리스틴 아누
크리스틴 아누(Christine Anu, 1970년 8월 15일 ~ )는 오스트레일리아의 가수, 배우이다. 1996 ARIA 뮤직 어워드 최우수 여자음악가상 수상자이다.

## 음반 목록
- Stylin' Up (1995)
- Come My Way (2000)
- 45 Degrees (2003)
- Acoustically (2005)
- Chrissy's Island Family (2007)
- Rewind: The Aretha Franklin Songbook (2012)
- Island Christmas (2014)